# Trévou-Tréguignec
Trévou-Tréguignec (bret. An Trevoù) – miejscowość i gmina we Francji, w regionie Bretania, w departamencie Côtes-d’Armor.
Według danych na rok 1990 gminę zamieszkiwało 1210 osób, a gęstość zaludnienia wynosiła 186 osób/km² (wśród 1269 gmin Bretanii Trévou-Tréguignec plasuje się na 502. miejscu pod względem liczby ludności, natomiast pod względem powierzchni na miejscu 965.).